# Afrim Tole
Afrim Tole (Tirana, 10 aprile 1970) è un ex calciatore albanese, di ruolo centrocampista.

## Carriera

### Nazionale
Ha collezionato 9 presenze con la Nazionale albanese.